# Міністерство сільського, лісового й водного господарств Японії

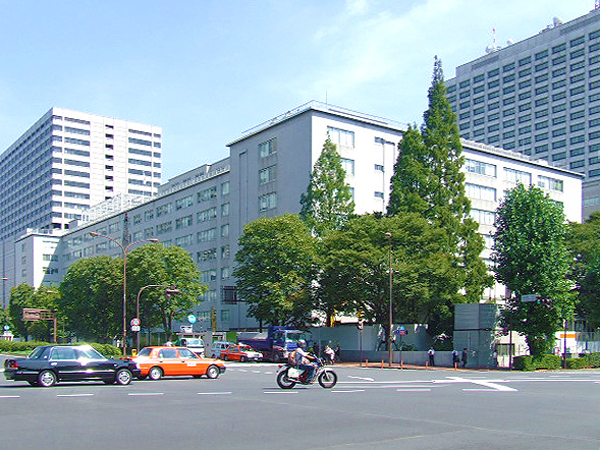
Будівля Міністерства сільського, лісного й водного господарств Японії

Міністерство сільського, лісного й водного господарств (яп. 農林水産省, のうりんすいさんしょう, норінсуйсан-сьо; англ. Ministry of Agriculture, Forestry and Fisheries (MAFF)) — центральний орган виконавчої влади Японії. Відповідає за політику країни в галузі сільського, лісного та водного господарства. Займається питаннями стандартизації та забезпечення харчової продукції, розвитку первинного сектора економіки, розвитку віддалених гірських та рибальських поселень, збереженням і примноженням лісних і водних ресурсів Японії. 5 липня 1978 року. Наступник Міністерства сільського й лісного господарств Японії (яп. 農林省, のうりんしょう, норін-сьо; англ. Ministry of Agriculture and Forestry; 1925–1943, 1945–1978). Організація, структура, права і обов'язки Міністерства регулюються Законом Японії про заснування Міністерства сільського, лісного й водного господарств. Скорочено називається Міністерством сільського й водного господарств (яп. 農水省, のうすいしょう, носуй-сьо).